# سينيا (لاعب كرة قدم)
أنتونيو نيلسون ماتياس (مواليد 23 مايو 1976 في ساو باولو، البرازيل)، المعروف باسم سينيا أو زينيا، هو لاعب كرة قدم برازيلي.
كانت بداية مسيرته الكروية مع نادي أميركا البرازيلي في عام 1995، ولعب معهم حتى عام 1997، وفي موسم 1998–99 انتقل إلى نادي مونتيري، ولعب معهم 17 مباراة وسجل هدف واحد، ومنذ عام 1999 وهو يلعب مع نادي تولوكا.
وقد بدأ باللعب مع منتخب المكسيك لكرة القدم في سنة 2004.

## إنجازاته
تم اعتباره أفضل لاعب خط وسط مهاجم في دوري الدرجة الأولى المكسيكي عام 2008. وفي عام 2010 حصل على الجائزة مرة أخرى كأفضل لاعب وسط مهاجم. بعد اعتزاله الملاعب، ظل مرتبطًا بنادي ديبورتيفو تولوكا وفي ديسمبر 2017. انضم إلى مجلس إدارة الشياطين الحمر برئاسة فالنتين دييز مورودو، كمنسق رياضي ومنذ أغسطس 2019، تولى مسؤولية منصب المدير الرياضي.

## روابط خارجية
- أنتونيو نيلسون على موقع الاتحاد الدولي (مؤرشف)  (الإنجليزية)
- أنتونيو نيلسون على موقع قاعدة بيانات كرة القدم.إي يو (الإنجليزية)
- أنتونيو نيلسون على موقع ناشيونال فوتبول تيمز (الإنجليزية)
- أنتونيو نيلسون على موقع Soccerway.com (الإنجليزية)
- أنتونيو نيلسون على موقع أوليمبيديا (الإنجليزية)
- أنتونيو نيلسون على موقع AS.com (الإسبانية)